# The Angels (groupe australien)
Pour les articles homonymes, voir Angels.
The Angels est un groupe de hard rock australien, originaire d'Adélaïde. Il est formé en 1974 et a eu beaucoup de succès dans son pays jusque dans les années 1980. Il est connu à l'étranger sous le nom de Angel City afin de ne pas être confondu avec le groupe américain Angel.

## Biographie

### Années 1970
En novembre 1970, le futur membre des Angels, John Brewster à la guitare, banjo, harpe, chœurs et planche à gratter, et son frère Rick au violon, planche à gratter, jug, chœurs et percussions forment les Moonshine Jug and String Band, un groupe acoustique à Adélaïde. Les membres sont Craig Holden à la guitare, Bob Petchell au banjo et à la harpe, et Pete Thorpe à la basse. En 1971, ils sont rejoints par l'irlandais Bernard « Doc » Neeson à la guitare et au chant (ex-the Innocents), étudiant en arts et ancien sergent de l'armée, qui jouait localement sous le nom de Doc Talbot
. Le groupe folk joue dans des campus et clubs,. Holden part en 1972.
En 1973, Spencer Tregloan se joint aux Moonshine Jug and String Band au banjo, kazoo, jug, tuba et chœurs. Plus tard, le groupe se rebaptise The Keystone Angels. En 1976, The Angels signent un contrat avec le label Albert Productions, sous les recommandations de Bon Scott et Malcolm Young (d'AC/DC). Le groupe jette le nom de Keystone et devient simplement Angels, et se relocalise à Sydney avec comme formation Neeson au chant et à la basse, King à la batterie, Rick à la guitare solo et John Brewster au chant et à la guitare rythmique,.
Le premier single des Angels, Am I Ever Gonna See Your Face Again, est publié en avril 1976, et produit par Vanda and Young,. Il est co-écrit par Brewsters et Neeson ; c'est la première des trois versions de singles qu'ils ont publiées dans leur carrière. Ils apparaissent pour la  première fois dans l'émission de télévision Countdown. En août, King est remplacé par Graham « Buzz Throckman » Bidstrup à la batterie. En janvier 1977, Chris Bailey (ex-Red Angel Panic, Headband) se joint à la basse, permettant à Neeson de se consacrer au chant. Leur deuxième single, You're a Lady Now, est publié en juillet 1977, et suivi un mois plus tard par leur premier album, The Angels – aussi produit et enregistré par Vanda and Young aux studios Albert, à Sydney,. Il comprend une version réenregistrée de Am I Ever Gonna See Your Face Again. La majeure partie des morceaux est écrite par Neeson et les frères Brewster.
Leur deuxième album, Face to Face, est publié en juin 1978, et atteint la 16e place du Kent Music Report Albums Chart en novembre et y reste pendant 79 semaines,. Il est certifié quadruple disque de platine pour 280 000 exemplaires vendus. L'album est co-produit par le groupe et Mark Ortiz,. Tous les morceaux sont écrits par les Brewsters et Neeson.
Le 23 juin 1979 sort leur troisième album, No Exit, qui atteint la huitième place des charts australiens,.

### Années 1980
The Angels signent un contrat international avec CBS Records et sort en mars 1980 une nouvelle version de Face to Face. Le groupe fait un concert à Paris au Bataclan le 6 juin sous le nom "Angel City" avec la société de production Rosebud.

### Années 2010
À la fin 2010, Neeson annonce mettre un terme à sa carrière solo. Il formera the Angels 100% avec Bidstrup, Hilbun, Morley, et Spencer.
En mai 2011, Bailey et les Brewsters recrutent le batteur Nick Norton, et le chanteur des Screaming Jets (et DJ radio MMM FM), Dave Gleeson pour le chant. En juin 2011, ils publient l'EP Waiting for the Sun, et tournent en Australie en 2012. En janvier 2012, ils enregistrent un album live, leur premier en deux décennies, au théâtre QPAC  de Brisbane.
Le 31 août 2012, ils publient leur premier album studio en 14 ans, Take It to the Streets, classé 24e des charts australiens. Le même jour sort Live at QPAC leur album live. Le 10 janvier 2013, Neeson révèle avoir été diagnostiqué d'une tumeur cérébrale et partira se soigner. Le 4 juin 2014, il meurt à l'âge de 67 ans.
En février 2014, le groupe sort son deuxième album avec Gleeson, Talk the talk.

## Discographie
- 1976 : Angels
- 1978 : Face to Face
- 1979 : No Exit
- 1980 : Darkroom
- 1982 : Night Attack
- 1983 : Watch the Red
- 1984 : Two Minute Warning
- 1986 : Howling
- 1988 : Live line from Angel City
- 1990 : Beyond Salvation
- 1992 : Red Back Fever/Left Hand Drive
- 1998 : Skin and Bone
- 2012 : Take it to the Streets
- 2014 : Talk the Talk